# Ivanhoe, ovvero: Riccardo cuor di leone
Ivanhoe, ovvero: Riccardo cuor di leone (Ivanhoe) è un film muto del 1913 diretto da Leedham Bantock. È conosciuto anche come Rebecca the Jewess, titolo per il mercato degli Stati Uniti.
Fu il primo adattamento per lo schermo del romanzo omonimo di Sir Walter Scott. Nello stesso anno, in settembre, uscì nelle sale un Ivanhoe prodotto dall'IMP e diretto da Herbert Brenon.

## Trama
Vincitore in un torneo, Ivanhoe resta gravemente ferito. Manda allora il suo servo Gurth a pagare l'ebreo Isacco che gli aveva prestato l'armatura e il cavallo con cui aveva potuto partecipare al combattimento. Rebecca, la figlia di Isacco, preoccupata per le condizioni di Ivanhoe, porta il giovane ferito in casa del padre per poterlo curare. Isacco la rimprovera, timoroso com'è di poter essere accusato della morte di un gentile. Poi, però, permette alla figlia di prendersi cura del ferito che ha perso conoscenza.
Lady Rowena, fidanzata di Ivanhoe, scopre che lui non si trova più nella sua tenda ma a casa di Isacco. Si reca quindi da questi. Quando Ivanhoe riprende i sensi, è convinto che la sua salvatrice sia Rowena e l'abbraccia. Sotto gli occhi di Rebecca che sviene.
(la trama è incompleta)

## Produzione
Il film fu prodotto dalla Zenith Film Company. Venne girato nel Galles, a Chepstow Castle nel Monmouthshire.

## Distribuzione
Distribuito dalla Big A, uscì nelle sale cinematografiche britanniche il 1º luglio 1913, in Italia nel marzo 1914. Negli Stati Uniti è conosciuto con il titolo Rebecca the Jewess.

## Versioni cinematografiche
- Ivanhoe, ovvero: Riccardo cuor di leone (Ivanhoe), film del 1913 diretto da Leedham Bantock
- Ivanhoe, film del 1913 diretto da Herbert Brenon (con King Baggot e Leah Baird)
- Ivanhoe, film del 1952 diretto da Richard Thorpe (con Robert Taylor, Elizabeth Taylor e Joan Fontaine)

## Galleria d'immagini

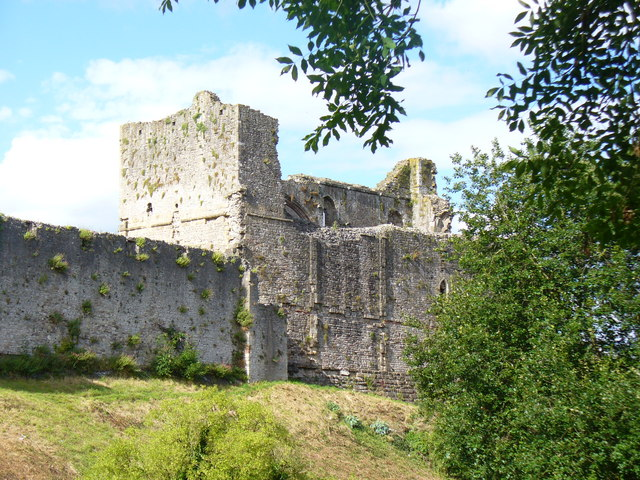
Chepstow Castle
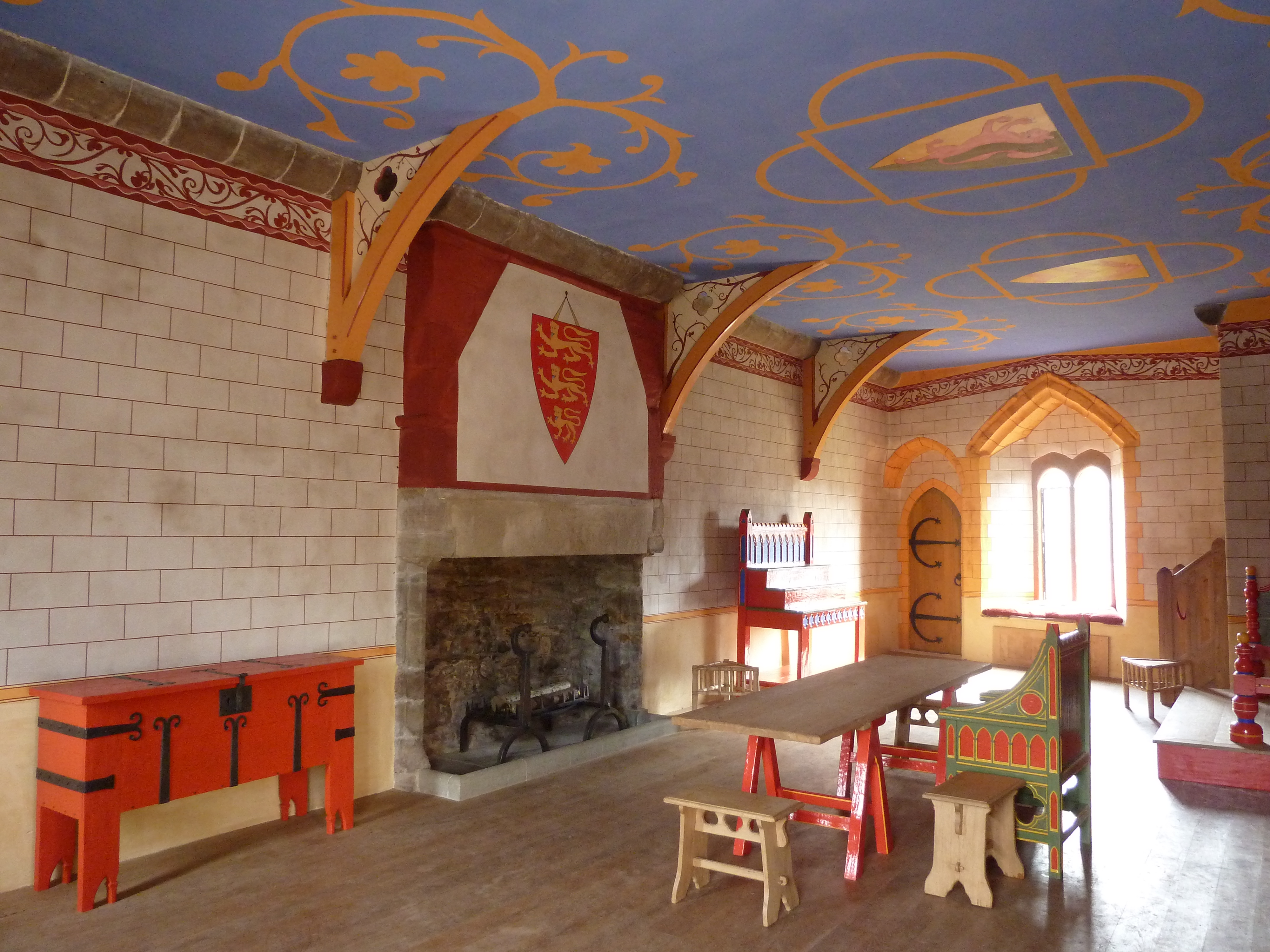
Interni del castello